# Tasya van Ree
Tasya van Ree (* 30. dubna 1976) je havajská umělkyně a fotografka působící v Los Angeles.

## Život a dílo
Van Ree je známá svými černobílými fotografiemi celebrit jako jsou například Michelle Rodriguez, Katherine Moennig a Matt Dallas. V několika rozhovorech se zmínila o herečce Amber Heardové jako o své hlavní múze.
Její práce byly vystaveny v několika městech a otištěny v řadě magazínů.
Kromě fotografie se věnuje malbě a krátkým filmům.

### Výstavy
- 2011 – A Solo Photography Exhibition, EVFA, Los Angeles[10]
- 2011 – Distorted Delicacies, New York[8]
- 2010 – Untitled Project, LA's Celebrity Vault[5]

## Osobní život
Žila ve vztahu s modelkou Amber Heardovou.